# Sito Alonso
Alfonso Alonso Blanco, conegut com a Sito Alonso (Madrid, 4 de desembre de 1975) és un entrenador de bàsquet professional. La temporada 2016-2017 va entrenar el primer equip del Baskonia. El 16 de juny de 2017 se'n desvinculà per passar a ser l'entrenador de l'equip de bàsquet del FC Barcelona. El 5 de febrer de 2018 fou destituït com a entrenador del FC Barcelona.